# 拉梅拉克
拉梅拉克（法語：Lamérac，法語發音：[lameʁak]）是法国夏朗德省的一个旧市镇，位于该省西南部，属于干邑区。2016年1月1日，拉梅拉克和相邻的蒙绍德合并为新市镇蒙梅拉克（Montmérac）。

## 地理
拉梅拉克（45°26'6"N, 0°13'24"W）面积9.21 平方千米，位于法国新阿基坦大区夏朗德省，该省份为法国西部内陆省份，北起德塞夫勒省和维埃纳省，东临上维埃纳省，东南至多尔多涅省，南至多爾多涅省，西接滨海夏朗德省。
与拉梅拉克接壤的市镇（或旧市镇、城区）包括：拜涅-圣拉德贡德、甘村、蒙绍德、圣西耶香槟、圣迈格兰、蒙梅拉克。

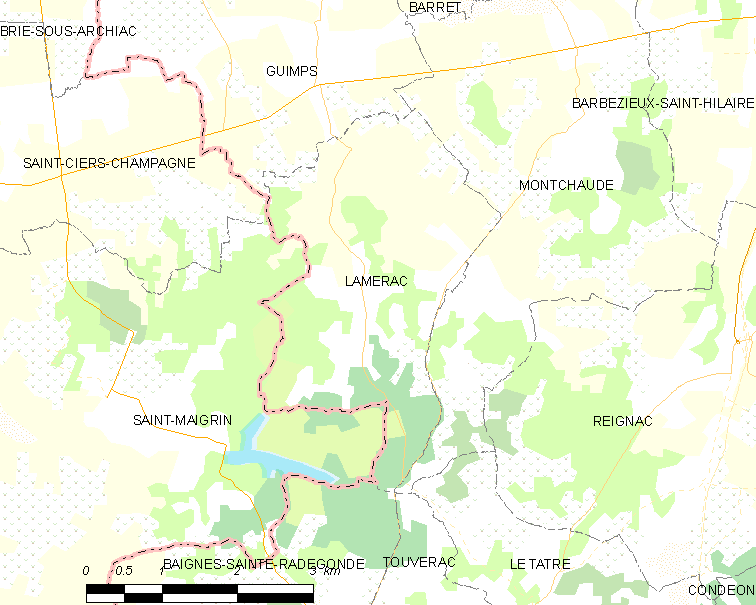
拉梅拉克的OSM定位图

拉梅拉克的时区为UTC+01:00、UTC+02:00（夏令时）。

## 行政
拉梅拉克的邮政编码为16300，INSEE市镇编码为16179。

## 政治
拉梅拉克所属的省级选区为夏朗德南县。

## 人口

1962-2008年间拉梅拉克人口变化图示

拉梅拉克于2018年1月1日时的人口数量为224人。